# Joël Thomas
Joël Fabrice Goho Bah Thomas (Caen, 30 giugno 1987) è un calciatore francese, attaccante dello Saint-Pierroise.

## Carriera
Ha giocato nella massima serie dei campionati scozzese, rumeno ed andorrano.